# 李彬 (黄埔军校)
李彬（1901年—1927年12月12日），朝鲜咸镜北道人，广州黄埔军校第三期学生，毕业后留任黄埔军校第四期政治科大队区队长，有“神炮手”之称，参加过国民革命军第一次东征和北伐战争，1927年在广州起义期间牺牲:312:149。

## 生平
1901年:315-316:362-363，李彬出生于朝鲜咸镜北道:149。1925年，他入广州黄埔军校第三期学习，1926年毕业后留校，任第四期政治科大队区队长:312:149。此后，他参加了国民革命军第一次东征和北伐战争:312。
1927年12月11日，他参加了广州起义，任炮兵指挥员:81。广州起义当日，李彬负责在北线攻占重要据点，并承担警戒任务。他带领一支小分队占领了飞机场。当时飞行员都已全部逃离。于是他下令将机场的10架飞机全部破坏，使其失去战斗功能。此后，他又率队去往兵工厂鼓动起义:361:314。次日，以日军舰队为首的外国军舰在广州沙面珠江江面对起义军发起猛烈攻击。李彬见况搬来大炮，炮轰日舰，重创“山本号”。在激烈的炮战中，他中弹牺牲:315:162:362-363，时年25岁:315-316:362-363。